# О̀
Cette page contient des caractères spéciaux ou non latins. S’ils s’affichent mal (▯, ?, etc.), consultez la page d’aide Unicode.
Le o accent grave (capitale О̀, minuscule о̀) est une lettre de l'alphabet cyrillique utilisée dans certaines langues lorsque l’intonation est indiquée à l’aide de l’accent grave.

## Utilisations
Le О̀ est utilisé en bulgare lorsque l’intonation d’une syllabe est indiquée sur la voyelle О.

## Représentation informatique
Le o accent grave peut être représenté avec les caractères Unicode suivants :
- décomposé (cyrillique, diacritiques) :

| formes    | représentations | chaînes de caractères | points de code | descriptions                                           |
| --------- | --------------- | --------------------- | -------------- | ------------------------------------------------------ |
| capitale  | О̀               | О◌̀                    | U+041E U+0300  | lettre majuscule cyrillique o diacritique accent grave |
| minuscule | о̀               | о◌̀                    | U+043E U+0300  | lettre minuscule cyrillique o diacritique accent grave |